# Tatsuto Moshida
Tatsuto Moshida –en japonés, 持田 達人, Moshida Tatsuto– (3 de abril de 1965) es un deportista japonés que compitió en judo. Ganó una medalla de plata en el Campeonato Mundial de Judo de 1989 en la categoría de –78 kg.

## Palmarés internacional
| Campeonato Mundial | Campeonato Mundial    | Campeonato Mundial | Campeonato Mundial |
| Año                | Lugar                 | Medalla            | Categoría          |
| ------------------ | --------------------- | ------------------ | ------------------ |
| 1989               | Belgrado (Yugoslavia) | Medalla de plata   | –78 kg             |